# بس غر (قيلاب)
بس غر (بالفارسية: پس‌گر) هي قرية تقع في قسم قيلاب الريفي، بمقاطعة أنديمشك التابعة لمحافظة خوزستان، إيران.